# Elephantomyia (Elephantomyia) pseudosimilis
Elephantomyia (Elephantomyia) pseudosimilis is een tweevleugelige uit de familie steltmuggen (Limoniidae). De soort komt voor in het Afrotropisch gebied.